# Fred Basolo
Fred Basolo (11 de febrero de 1920 - 27 de febrero de 2007) fue un químico inorgánico estadounidense. Recibió su doctorado en la Universidad de Illinois en Urbana-Champaign en 1943, bajo la dirección del Prof. John C. Bailar, Jr. Basolo desarrolló su carrera profesional en la Universidad Northwestern. Fue un colaborador prolífico en los campos de la química de coordinación, la química organometálica y bioinorgánica, y publicó más de 400 artículos. Supervisó a muchos estudiantes de doctorado. Junto con su colega Ralph Pearson, fue coautor de la influyente monografía "Mechanisms of Inorganic Reactions" (Mecanismos de las reacciones inorgánicas), que puso de manifiesto la importancia de los mecanismos relacionados con los compuestos de coordinación. Este trabajo, que integraba conceptos de la teoría del campo de ligandos y de la química orgánica física, supuso un cambio de la naturaleza altamente descriptiva de la química de coordinación a una ciencia más cuantitativa.

## Biografía
Giovanni Basolo y Catherina Morena Basolo emigraron del área de Piedmont en Italia a Illinois. Allí tuvieron tres hijos; el más joven fue Alfredo Basolo (comenzó a llamarse "Fred" cuando ingresó en la escuela primaria). Se educó en las escuelas públicas locales y luego ingresó en la Southern Illinois Normal School (actual Southern Illinois University), donde se licenció en 1940. Se trasladó a la Universidad de Illinois para cursar estudios de postgrado, obteniendo un máster en química en 1942 y un doctorado en química en 1943. Pasó los años restantes de la Segunda Guerra Mundial realizando investigaciones vitales en Rohm & Haas. En otoño de 1946 aceptó un puesto como instructor de química en la Universidad Northwestern de Evanston, Illinois. Ese año fue tutor de una estudiante de química de primer año, Mary Nutely. Ella acabó suspendiendo la clase de química, pero se casaron el 14 de junio de 1947. Con el tiempo tuvieron cuatro hijos (tres hijas y un hijo, todos los cuales se convirtieron en educadores de adultos). 
La familia Basolo pasó 1954-55 en Europa gracias a una beca Guggenheim. Basolo trabajó en el laboratorio del químico danés Jannik Bjerrum; también pudieron recorrer varios países, entre ellos Italia, donde conocieron a los familiares de sus padres. Basolo fue ascendiendo de forma constante en el escalafón académico de la universidad: instructor (1946-50); profesor adjunto (1950-55); profesor asociado (1955-58); profesor (1958-79); profesor distinguido (1980-1990). Presidió el Departamento de Química de 1969 a 1972.
En 1997, él y su mujer sufrieron un accidente de coche. Ella sucumbió a sus heridas el 5 de febrero de 1997; él se sometió a varias operaciones para reparar su espalda, pero perdió el uso de las piernas. Durante los últimos diez años de su vida utilizó una silla de ruedas motorizada para desplazarse. Murió en el Midwest Palliative and Hospice Care Center de Skokie, Illinois, de insuficiencia cardíaca congestiva.

## Publicaciones
Entre los numerosos temas sobre los que Basolo publicó se encuentran el efecto indenilo, la reacción de los ligandos coordinados y los modelos sintéticos de la mioglobina.
Su autobiografía, From Coello to Inorganic Chemistry: A Lifetime of Reactions, se publicó en 2002.

## Honores y premios
Miembro de la Academia Nacional de Ciencias, Basolo recibió el Premio George Pimentel en Educación Química.
- 1983 Presidente de la Sociedad Química Americana.[7]
- 1983 El mismo año, fue elegido miembro de la Academia Estadounidense de las Artes y las Ciencias.[8]
- 1992 Premio Pionero Químico del Instituto Americano de Químicos[9]
- 1993 Medalla de oro del Instituto Americano de Químicos.[10]
- 2001 Medalla Priestley